# Doizieux
Doizieux är en kommun i departementet Loire i regionen Auvergne-Rhône-Alpes i centrala Frankrike. Kommunen ligger i kantonen La Grand-Croix som tillhör arrondissementet Saint-Étienne. År 2022 hade Doizieux 861 invånare.

## Befolkningsutveckling
Antalet invånare i kommunen Doizieux
| Referens: INSEE |